# 牧浜
牧浜（まぎのはま）は、宮城県石巻市にある大字であり、旧牡鹿郡牧浜、旧牡鹿郡荻浜村大字牧浜、旧石巻市大字牧浜に相当する。郵便番号は986-2347。2025年（令和7年）1月時点では住居表示未実施。住民基本台帳に基づく人口は45人、世帯数は30世帯（2025年4月30日現在）。

## 地理
石巻市の東部、本庁地域の東部、荻浜地区の南東部に位置する。東で小積浜と、西で竹浜と、南で福貴浦と接し、北で石巻湾（荻浜湾）に面する。
字アツヤ浜の全域、字竹浜道・字福貴道・字牧屋敷の各一部が災害危険区域に指定されている。
主に中生代ジュラ紀の地層である荻浜累層が分布している。なお、荻浜累層は砂岩・頁岩の互層からなり、下位より狐崎砂岩、頁岩部層、牧浜砂岩部層、小積頁岩部層および福貴浦頁岩・砂岩部層に分けられる。
2015年3月31日時点で、一部が三陸復興国立公園の区域に含まれている。

### 小字
仙台法務局石巻支局の「石巻市登記所備付地図データ」（2024年10月5日時点）およびデジタル庁公表のアドレス・ベース・レジストリの「宮城県町字マスターデータセット」（2024年8月13日時点）および運輸局公表の「東北運輸局宮城運輸支局住所コード表」（2024年11月1日時点）によれば、牧浜の小字は以下の通りである。
| 大字 | 小字         | 出典         | 出典         | 出典 |
| 大字 | 小字         | 町字マスター | 運輸局コード | 登記 |
| ---- | ------------ | ------------ | ------------ | ---- |
| 牧浜 | 字アチヤ浜   | ○            | ○            | ○    |
| 牧浜 | 字アツヤハマ | ○            | ○            | ○    |
| 牧浜 | 字札砂峯山   | ○            | ○            | ○    |
| 牧浜 | 字四十八戸   | ○            | ○            | ○    |
| 牧浜 | 字須田浜     | ○            | ○            | ○    |
| 牧浜 | 字大小竹     | ○            | ○            | ○    |
| 牧浜 | 字竹浜道     | ○            | ○            | ○    |
| 牧浜 | 字福貴道     | ○            | ○            | ○    |
| 牧浜 | 字牧屋敷     | ○            | ○            | ○    |

#### 明治期の小字
宮城県各村字調書によると明治17、18年頃の牧浜の小字は以下の通りである。
- 中ノ町
- アヂヤハマ
- 沢
- 大石ケ入
- 須田浜
- 大小竹
- 福貴山
- 石山
- 蒲ケ原
- 向屋敷ノ上
- 中平
- 川向
- ハツノス
- 沢ノ入
- 家ノ上
- 台ノ原
- 台木沢
- 稗沢
- 桃ノ浦
- 蛤浜
- 行屋ノ入
- 蛭沢
- 竹ノ沢
- 浪田
- 大日影
- 井戸ノ入
- 朴長
- 長久保
- 金沢
- ウトキ
- 蜂ノス

## 歴史
正保郷帳に記された牧之浜が史料上の初出であるとされる。
現在の集落の起源は葛西氏の遺臣である豊島某なるものが当地に移り住んだことであるとされるが、字アチヤ浜の低丘陵斜面に存在する縄文早期の遺物含有地であるアチヤ浜遺跡、字福貴道の中世板碑群、天正期開山の吉祥寺の存在などによって、牧浜は古くから開発されていたと推測される。
江戸期には、牡鹿郡浜方狐崎組に属していた。村落の規模は元禄11年（1698年）の牡鹿郡萬御改書上によれば、東西4,873m、南北82mであったとされる。
天和2年（1682年）刊の伊勢国の俳人大淀三千風著「松島眺望集」の中に
と当地を詠った句がある。

### 沿革
※新暦導入以前（明治5年以前）の日付は和暦による旧暦で表記する。丸括弧内は西暦で、1581年以前はユリウス暦、1582年以降はグレゴリオ暦。
- 寛永15年（1638年） - 牧浜が牡鹿郡浜方狐崎組の所属となる[19]。
- 明治5年（1872年） - 第13大区小13区に属する[20]。
- 1874年（明治7年） - 第7大区小4区に属する[20]。
- 1876年（明治9年） - 第5大区小4区に属する[20]。
- 1878年（明治11年） - 桃浦および月浦、侍浜、荻浜、小積浜とともに6ヶ村連合村を構成する[20]。
- 1884年（明治17年） - 桃浦外11ヶ村き属する[20]。
- 1889年（明治22年）4月1日 - 牧浜および荻浜、小竹浜、折浜、桃浦、月浦、侍浜、小積浜、竹浜、狐崎浜、福貴浦、田代浜の12か浜をもって町村制を施行し、荻浜村が成立。牧浜は荻浜村大字牧浜となる[15]。
- 1955年（昭和30年）4月1日 - 牡鹿郡荻浜村が石巻市に吸収合併され、荻浜村大字牧浜から石巻市大字牧浜となる[21]。
- 1960年（昭和35年）4月10日 - 所属未定の石巻市大字牧浜アツヤ浜地先公有水面埋立地442.32平方メートルが石巻市に編入された[22]。
- 2005年（平成17年）4月1日 - 石巻市が1市6町合併するにあたって、石巻市大字牧浜が石巻市牧浜となる。
- 2011年（平成23年）3月11日 - 東日本大震災にて被災。

## 地名の由来
鎌倉時代に源氏の武士が侍浜に流寓し乗馬を嗜んでいたが、侍浜付近に放牧地がなく、当地を放牧地として傾斜地を利用したことから牧浜と名付けられたとされる。

## 施設
- 牧ノ浜漁港 - 石巻市が管理する漁港の一つ[24]。

## 交通

### 道路

#### 一般国道
域内に一般国道は通っていない。

#### 一般県道
域内に一般県道は通っていない。

### 鉄道
域内に鉄道駅は存在しない。最寄駅は東日本旅客鉄道渡波駅が挙げられる。

### バス
- 荻浜地区住民バス[25]

## 人口
石巻市の住民基本台帳によれば、2024年12月末時点での牧浜の人口は以下の通りである。
| 大字 | 字・番地   | 世帯数〔戸〕 | 男〔人〕 | 女〔人〕 | 外国人〔人〕 | 総人口〔人〕 |
| ---- | ---------- | ------------ | -------- | -------- | ------------ | ------------ |
| 牧浜 | 字アチヤ浜 | 1            | 2        | 0        | 0            | 2            |
| 牧浜 | 字竹浜道   | 20           | 20       | 12       | 9            | 32           |
| 牧浜 | 字福貴道   | 8            | 7        | 3        | 0            | 10           |
| 牧浜 | 字牧屋敷   | 1            | 1        | 0        | 0            | 1            |
| 合計 | 合計       | 30           | 30       | 15       | 9            | 45           |

## 行政区
石巻市は世帯数及び人口の調査、世帯台帳（様式第１号）の整備、市行政の周知、連絡、通知のための公文書の配布伝達を円滑に行うために、行政区を定めている。牧浜と対応する行政区は以下の通りである。
| 行政区 | 町・字 | 町・字       |
| 行政区 | 大字   | 小字         |
| ------ | ------ | ------------ |
| 牧浜   | 牧浜   | 字牧屋敷     |
| 牧浜   | 牧浜   | 字竹浜道     |
| 牧浜   | 牧浜   | 字福貴道     |
| 牧浜   | 牧浜   | 字アチヤ浜   |
| 牧浜   | 牧浜   | 字札砂峰山   |
| 牧浜   | 牧浜   | 字アツヤハマ |

## 小・中学校の学区
小・中学校の学区は以下の通りとなる。
| 大字 | 字・番地 | 小学校               | 中学校               |
| ---- | -------- | -------------------- | -------------------- |
| 牧浜 | 全域     | 石巻市立万石浦小学校 | 石巻市立万石浦中学校 |

## 寺社・仏閣
- 五十鈴神社 - 牧浜字牧屋敷に所在[28]。明治7年に村社に列した[28]。主祭神は天照大御神[28]。
- 円通山吉祥寺 - 牧浜字牧屋敷に所在[29]。開山は天正7年（1579年）8月とされ[15]、本寺を水沼の龍泉院とする曹洞宗の寺院である[29]。